# 保清 (清朝宗室)
保清，字惟一，号鉴堂，满洲正蓝旗人，清朝宗室。宗室会试会元，道光十三年二甲五十五名进士。任宗人府理事官，迁侍讲学士。